# 名もない星
『名もない星』（なもないほし）は、村下孝蔵が1992年にリリースした12枚目のオリジナル・アルバム。

## 解説
シングル「ロマンスカー」「一粒の砂」「この国に生まれてよかった」収録。
2010年に再発売されている。

## 収録曲
- 全作詞・作曲：村下孝蔵
- 全編曲：水谷公生（特記以外）武澤豊（5）
- コーラスアレンジ：町支寛二

1. ロマンスカー
2. いいなずけ
3. ピンボール
「ロマンスカー」のカップリング曲。
4. 教訓
5. 一粒の砂
6. この国に生まれてよかった
7. すみれ香水
8. 恋歌
9. ひとりごと
「一粒の砂」のカップリング曲。
10. きっといつかは

## 参加ミュージシャン
Drums：高橋伸之、小田原豊
Bass：岡沢茂、美久月千晴、関雅夫
Keyboards：福田裕彦、松浦晃久、梁邦彦、中西康晴
E.Guitar：古川望、水谷公生、武澤豊、杉本喜代志
A.Guitar：笛吹利明
Sax, Flute：古村敏比古
Percussions：石井宏太郎
Tp：小林正弘
Computer Programming：福田裕彦、水谷公生
Chorus：町支寛二